# 40年代上海歌坛七大歌星
40年代上海歌坛七大歌星，又稱上海七大歌后、七大歌后，是指1940年代民國時期上海最为著名的7位歌星，包括周璇、白虹、龔秋霞、李香蘭（山口淑子）、白光、姚莉、吳鶯音。

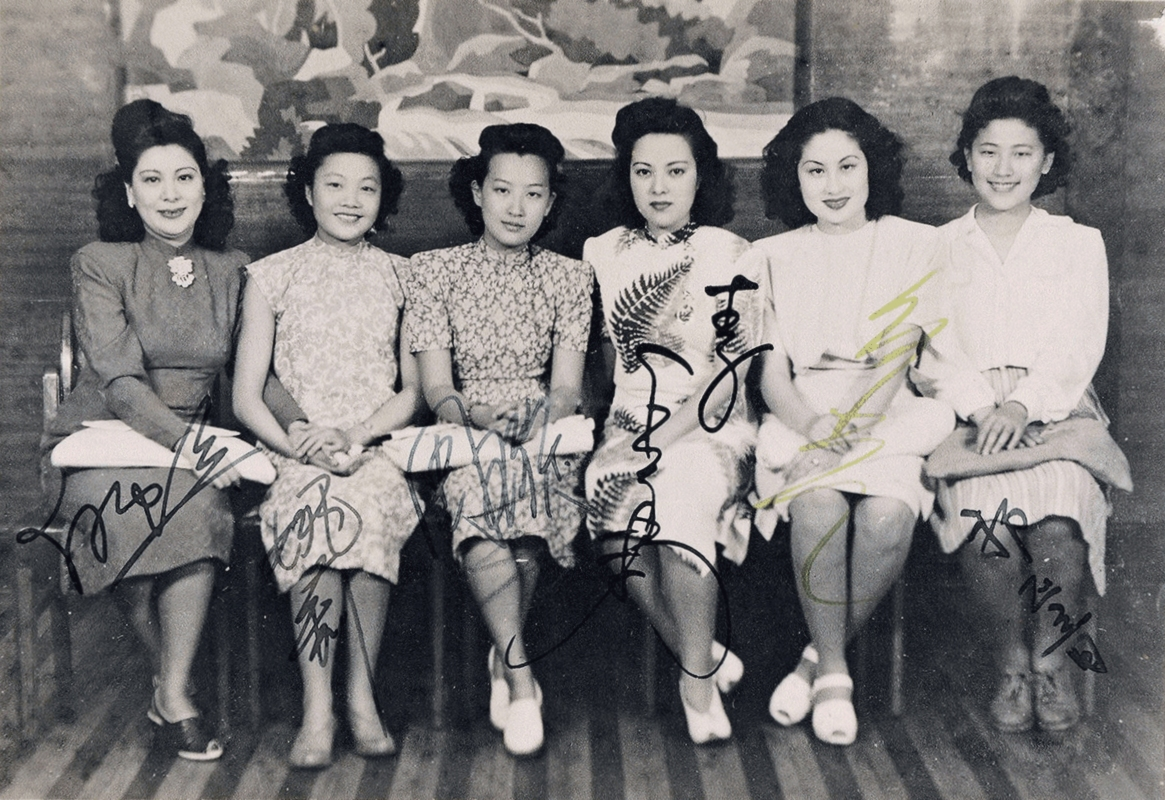
七大歌星的其中五位：左起为：白虹、姚莉、周璇、李香蘭、白光。（最右為祁正音）

其中，周璇、白虹、龚秋霞、白光、李香兰还是著名电影明星。龚秋霞、白虹与周璇资历最老，上海时期驰骋乐坛近20年，吴莺音战后出道，资历最轻。上海时期最为走红的周璇与白虹二人1949年后留在大陆。身為日本人的李香兰返回日本發展後再赴香港拍戲及出唱片，其余4人均在香港乐坛继续发展，以姚莉成绩最佳及最長壽。七人中以周璇的生活最为坎坷。

## 七大歌星
| 圖片 | 中文姓名 | 英文姓名          | 生卒年                 | 名曲                                                     |
| ---- | -------- | ----------------- | ---------------------- | -------------------------------------------------------- |
|      | 周璇     | Chow Hsuan        | 1920年—1957年 （37歲） | 天涯歌女 夜上海 何日君再來 四季歌 黃葉舞秋風             |
|      | 白虹     | Bai Hung          | 1920年—1992年 （72歲） | 郎是春日風 醉人的口紅                                    |
|      | 龔秋霞   | Kung Chiu Hsia    | 1916年—2004年 （87歲） | 祝福 秋水伊人 夢中人                                     |
|      | 李香蘭   | Yoshiko Yamaguchi | 1920年—2014年 （94歲） | 賣糖歌 夜來香 蘇州夜曲 海燕 恨不相逢未嫁時               |
|      | 白光     | Bai Kwong         | 1921年—1999年 （78歲） | 等著你回來 假正經 秋夜 如果沒有你 魂縈舊夢               |
|      | 姚莉     | Yao Lee           | 1922年—2019年 （96歲） | 玫瑰玫瑰我愛你 重逢 恭喜恭喜 得不到的愛情 賣相思         |
|      | 吳鶯音   | Wu Ing Ing        | 1922年—2009年 （87歲） | 斷腸紅 明月千里寄相思 大地回春 我有一段情 恨不鍾情在當年 |